# Opt in
Opt-in (en français option d'adhésion (à)) est un terme marketing ou légal pouvant concerner les adresses courriel, ou plus globalement les services informatiques. La notion inverse est l'Opt out.

## Définition
Une adresse courriel Opt In active a fait l'objet d'un consentement préalable (case à cocher, défilement d'une liste déroulante…) du propriétaire, pour utilisation de cette adresse dans un cadre précis.
Le consentement peut être obtenu par validation écrite ou électronique.
Une adresse double Opt in est à contrôle de consentement double : généralement par accord électronique (en cochant une case) puis par l'envoi d'un message à l'adresse courriel indiquée. L'état de l'adresse ne devient double Opt in que si le destinataire a cliqué sur un lien contenu dans le message reçu.
Ce procédé valide l'adresse et permet d'être sûr que la personne qui l'a fournie en est propriétaire, ce qui n'est pas le cas dans une adresse simple Opt In.
Dans le cas de l'Opt in passif, à la question « voulez-vous recevoir des sollicitations extérieures », une case est déjà cochée, ou un menu déroulant propose par défaut la réponse Oui.

## Législation
En France, seul l'Opt in actif est autorisé pour les envois de messages vers des particuliers ou personnes physiques. En effet, l'article L34-5 du code des postes et des communications électroniques dispose dans ses deux premiers alinéas que :

« Est interdite la prospection directe au moyen d'un automate d'appel, d'un télécopieur ou d'un courrier électronique utilisant, sous quelque forme que ce soit, les coordonnées d'une personne physique qui n'a pas exprimé son consentement préalable à recevoir des prospections directes par ce moyen. Par consentement, on entend, toute manifestation de volonté libre, spécifique et informée par laquelle une personne accepte que des données à caractère personnel la concernant soient utilisées à fin de prospection directe. »

Mais selon l'alinéa 3 de cet article, il est licite d'inscrire en Opt out l'acheteur d'un produit aux conditions suivantes :

« Toutefois, la prospection directe par courrier électronique est autorisée si les coordonnées du destinataire ont été recueillies directement auprès de lui, dans le respect des dispositions de la loi n° 78-17 du 6 janvier 1978 relative à l'informatique, aux fichiers et aux libertés, à l'occasion d'une vente ou d'une prestation de services, si la prospection directe concerne des produits ou services analogues fournis par la même personne physique ou morale, et si le destinataire se voit offrir, de manière expresse et dénuée d'ambiguïté, la possibilité de s'opposer, sans frais, hormis ceux liés à la transmission du refus, et de manière simple, à l'utilisation de ses coordonnées lorsque celles-ci sont recueillies et chaque fois qu'un courrier électronique de prospection lui est adressé. »

Concernant les messages envoyés à des personnes dans le cadre de l'exercice de leur activité professionnelle, l'Opt out est autorisé.